# Sehima nervosa
Sehima nervosa är en gräsart som först beskrevs av Johan Peter Rottler, Johann Jakob Roemer och Schult., och fick sitt nu gällande namn av Otto Stapf. Sehima nervosa ingår i släktet Sehima och familjen gräs. Inga underarter finns listade i Catalogue of Life.